# Bahnstrecke Holdorf–Damme
| Streckennummer (DB): | 1562                 |                     |                     |
| Kursbuchstrecke (DB): | 220d (1952)          |                     |                     |
| Kursbuchstrecke: | 220f (1946)          |                     |                     |
| Streckenlänge: | 7,488 km             |                     |                     |
| Spurweite: | 1435 mm (Normalspur) |                     |                     |
| Maximale Neigung: | 16 ‰                 |                     |                     |
| Minimaler Radius: | 300 m                |                     |                     |
| |                      |                     |                     |
| \| \| \| von Delmenhorst \| \| \| \| 0,00 \| Holdorf (Oldb) \| 47 m \| \| \| \| nach Hesepe \| \| \| \| 1,97 \| Handorf \| 63 m \| \| \| 7,40 \| Damme (Oldb) \| 68 m \| \| \| \| Wittlager Kreisbahn \| \| |                      |                     |                     |
| Strecke |                      | von Delmenhorst     | von Delmenhorst     |
| Haltepunkt / Haltestelle | 0,00                 | Holdorf (Oldb)      | 47 m                |
| Abzweig ehemals geradeaus und nach rechts |                      | nach Hesepe         | nach Hesepe         |
| Bahnhof (Strecke außer Betrieb) | 1,97                 | Handorf             | 63 m                |
| Bahnhof (Strecke außer Betrieb) | 7,40                 | Damme (Oldb)        | 68 m                |
| Strecke (außer Betrieb) |                      | Wittlager Kreisbahn | Wittlager Kreisbahn |

Die Bahnstrecke Holdorf–Damme war eine sieben Kilometer lange eingleisige Bahnstrecke in Niedersachsen. Sie begann in Holdorf (Oldb) an der Bahnstrecke Delmenhorst–Hesepe. Am Endpunkt Damme (Oldb) gab es einen Übergang auf die Wittlager Kreisbahn.

## Geschichte
Am 1. Mai 1900 wurde die Bahnstrecke von den Großherzoglich Oldenburgischen Staatseisenbahnen eröffnet.
Viele Jahre verkehrten täglich sechs Personenzugpaare.
Der Güterverkehr war ursprünglich landwirtschaftlich ausgerichtet. 1910 wurde ein Eisenerzvorkommen bei Damme festgestellt. 1939 entstand die Eisenerzgrube Damme mit eigenem dreigleisigen Grubenbahnhof. Ab 1914 war in Damme der Anschluss an die Wittlager Kreisbahn hergestellt und ein Übergang von Güterwagen möglich. 
Eingestellt wurde der Personenverkehr am 15. Februar 1952. Der Anschluss der Wittlager Kreisbahn in Damme wurde 1963 mit der Einstellung des Abschnittes Schwegermoor–Damme aufgegeben. Hier waren in guten Zeiten täglich zehn bis zwölf Wagen übergeben worden. 1967 wurde die Eisenerzgrube Damme und damit auch der Grubenbahnhof geschlossen. Der Güterverkehr Holdorf–Damme war bis zum 31. Dezember 1993 möglich. Der letzte Kunde im Güterverkehr war der Landmaschinenhersteller Grimme in Damme. Stillgelegt wurde die Strecke am 1. Januar 1996. Ab 2000 wurde die Strecke demontiert. Das Bahnhofgebäude in Damme wird als örtliches Stadtmuseum genutzt.

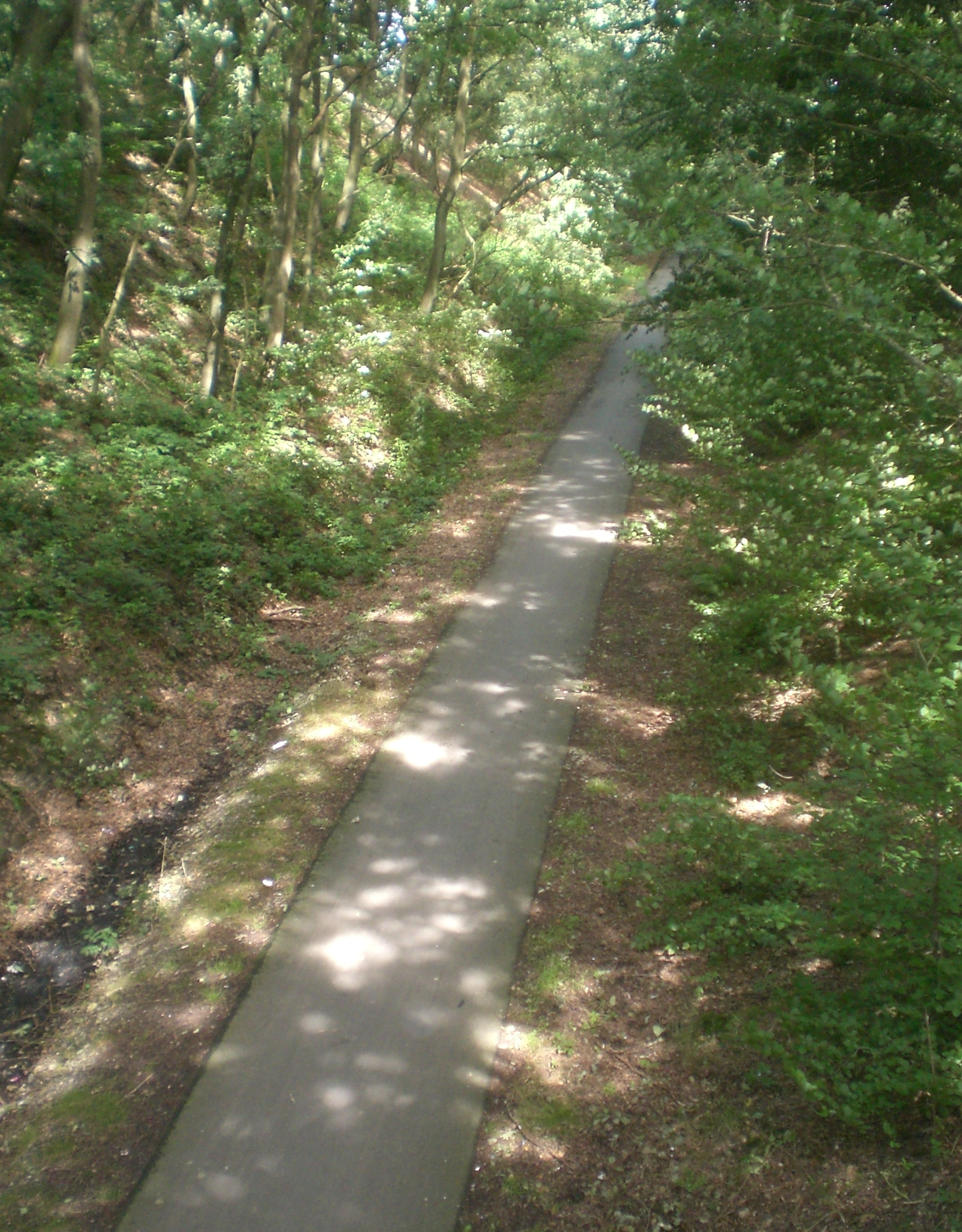
Radweg auf der ehemaligen Strecke

Inzwischen verläuft auf der Trasse ein 2002 angelegter Radweg, im Bereich der Stadt Damme ist ab dem ehemaligen Bahnübergang gegenüber vom Schulzentrum der verbliebene Bahndamm teilweise überbaut oder sich selbst überlassen worden und ist seitdem überwuchert. In Damme existiert auch noch die alte Eisenbahnbrücke, über die der Anschluss an die Wittlager Kreisbahn verlief. Die Schienen wurden hier aber auch abgebaut und die an die Brücke anschließenden Bahndämme sind ebenfalls überwuchert bzw. überbaut.